# Arthur Heß

Arthur Heß

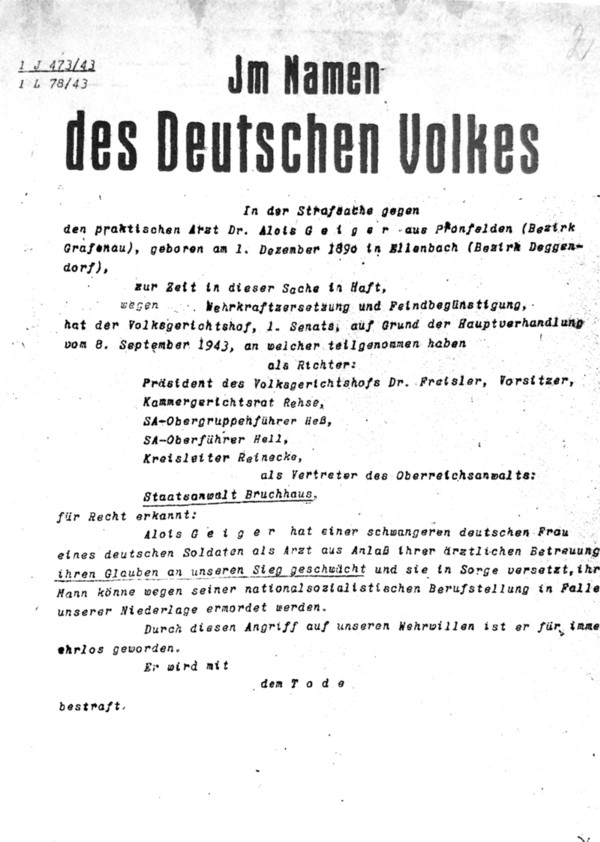
Todesurteil wegen Wehrkraftzersetzung und Feindbegünstigung von Roland Freisler, Hans-Joachim Rehse, Arthur Heß, Hell, Reinecke, Karl Bruchhaus vom 8. September 1943 gegen Alois Geiger

Ludwig Arthur Heß (* 18. Juli 1891 in Plauen; † 20. Juni 1959 in Ingolstadt) war ein deutscher Politiker (NSDAP).

## Leben und Wirken
Der Sohn eines Schuhmachers besuchte bis 1906 die Bürgerschule und absolvierte bis 1909 eine Schuhmacherlehre im elterlichen Betrieb. 1911/13 gehörte Heß dem 9. Infanterie-Regiment Nr. 133 der Sächsischen Armee in Zwickau an.
Von August 1914 bis Ostern 1918 nahm Heß am Ersten Weltkrieg teil und wurde unter anderem mit dem Eisernen Kreuz II. Klasse ausgezeichnet. Nach dem Krieg war Heß erneut im väterlichen Betrieb tätig und wurde später Mitinhaber der Schuhmacherei. Außerdem war er seit Oktober 1927 Fachlehrer an der Gewerbeschule in Plauen.
Zum 2. Juni 1925 trat Heß in die NSDAP ein (Mitgliedsnummer 6.840). Heß gehörte zu den Mitbegründern der SA in Sachsen; von Juli 1932 bis September 1933 führte er die SA-Untergruppe Plauen im Rang eines SA-Oberführers.
Bei der Reichstagswahl vom Juli 1932 wurde Heß als Kandidat der NSDAP für den Wahlkreis 30 (Chemnitz-Zwickau) in den Reichstag gewählt, dem er in der Folge bis zum März 1936 angehörte. Er wurde bei den Wahlen vom November 1932, März 1933 und November 1933 jeweils wiedergewählt. Bei der nationalsozialistischen Reichstagswahl 1936 kandidierte er erneut – wie im November 1933 auf der Einheitsliste der NSDAP –, erhielt aber kein Mandat mehr.
Nach der nationalsozialistischen „Machtergreifung“ wurde Heß 1933 zum „Landeshandwerksführer für Sachsen“ ernannt. Als Schuhmacher übte Heß mehrere Funktionen auf Reichsebene aus, unter anderem als Leiter der Reichsfachgruppe Orthopädie-Schuhmachermeister und als Reichsinnungsmeister des Schuhmacherhandwerks. Zudem war er ehrenamtlicher Richter und Beisitzer am Volksgerichtshof sowie Wehrwirtschaftsführer. In der SA wurde Heß während der NS-Zeit ebenfalls beständig befördert, zuletzt am 30. Januar 1941 zum SA-Obergruppenführer. Innerhalb der SA war er von April 1935 bis 1945 der Obersten SA-Führung zugeordnet. 
Nach Kriegsende floh Heß aus der Sowjetzone. Er lebte in den Nachkriegsjahren zurückgezogen mit seiner Familie am Bodensee.

## Schriften
- Wahrheiten über die gegenwärtige Methodik der Beschuhung kranker Füsse. 1938.
- Grundsätzliche Richtlinien für die Berufserziehung im Schuhmacherhandwerk. 1938.